# Lasianthus cyaneus
Lasianthus cyaneus är en måreväxtart som först beskrevs av Adolph Daniel Edward Elmer, och fick sitt nu gällande namn av Elmer Drew Merrill. Lasianthus cyaneus ingår i släktet Lasianthus och familjen måreväxter. Inga underarter finns listade i Catalogue of Life.